# NSTG Aussig
Die NSTG Aussig, vollständig Nationalsozialistische Turngemeinde Aussig, war ein deutscher Sportverein aus Aussig im Reichsgau Sudetenland, dem heutigen Ústí nad Labem.

## Geschichte
Die NSTG Aussig wurde 1939 als Zusammenschluss der örtlichen Vereine in Aussig gegründet. Die Mannschaft spielte ab 1939 in der Gruppe II der Gauliga Sudetenland. In der vier Mannschaften umfassenden Staffel wurde man 1941 ohne Sieg nur Tabellenletzter, ein Jahr später gelang in der nun drei Staffeln umfassenden Liga hinter der NSTG Prag in der Weststaffel die Vizemeisterschaft. Auch ein Jahr später konnte der zweite Rang in der Gruppe erreicht werden, Neuling NSTG Budweis qualifizierte sich jedoch als Staffelsieger für die Meisterrunde des Sudetenlands. Die letzte vollendete Spielzeit 1943/44 im Sudetenland gestaltete die Mannschaft ausgeglichen: drei Siegen standen bei zwei Unentschieden drei Niederlagen, 20 erzielten Toren, 20 Gegentore gegenüber. Im Jahr 1945 erlosch der Verein in Folge der deutschen Kapitulation und Auflösung des Reichsgaus in der wiederbegründeten Tschechoslowakei.